# 妙乃湯温泉
妙乃湯温泉（たえのゆおんせん）は、秋田県仙北市乳頭温泉郷にある温泉。

## 泉質
金の湯、銀の湯の2種類の源泉が存在。
- 金の湯：酸性 - マグネシウム・カルシウム - 硫酸塩泉
- 銀の湯：単純泉

## 温泉街
一軒宿の「妙乃湯温泉」が存在する。古くからの鄙びた建物が多い乳頭温泉郷にあって、その鄙びた秘湯のイメージを守りつつ新築した建物が特徴。川沿いの露天風呂が有名である。
創業者が日蓮宗の信者であったため、「妙」の字を題目から取って名付けたものである。

## 歴史
一軒宿の創業は1952年（昭和27年）である。大きく注目を集めるようになったのは、近年の秘湯ブーム以降であり、旅館の改装を行ってからは乳頭温泉郷内での人気は鶴の湯温泉、黒湯温泉に次ぐものとなっている。
1967年（昭和42年）10月19日、乳頭温泉郷の一部として国民保養温泉地に指定。

## アクセス
- 秋田新幹線田沢湖駅より羽後交通の路線バス「乳頭線」で約50分。「妙の湯温泉」下車すぐ。

## 周辺
- 乳頭温泉郷
  - 黒湯温泉
  - 孫六温泉
  - 一本松温泉
  - 蟹場温泉
  - 大釜温泉
  - 鶴の湯温泉